# Schloss Festetics

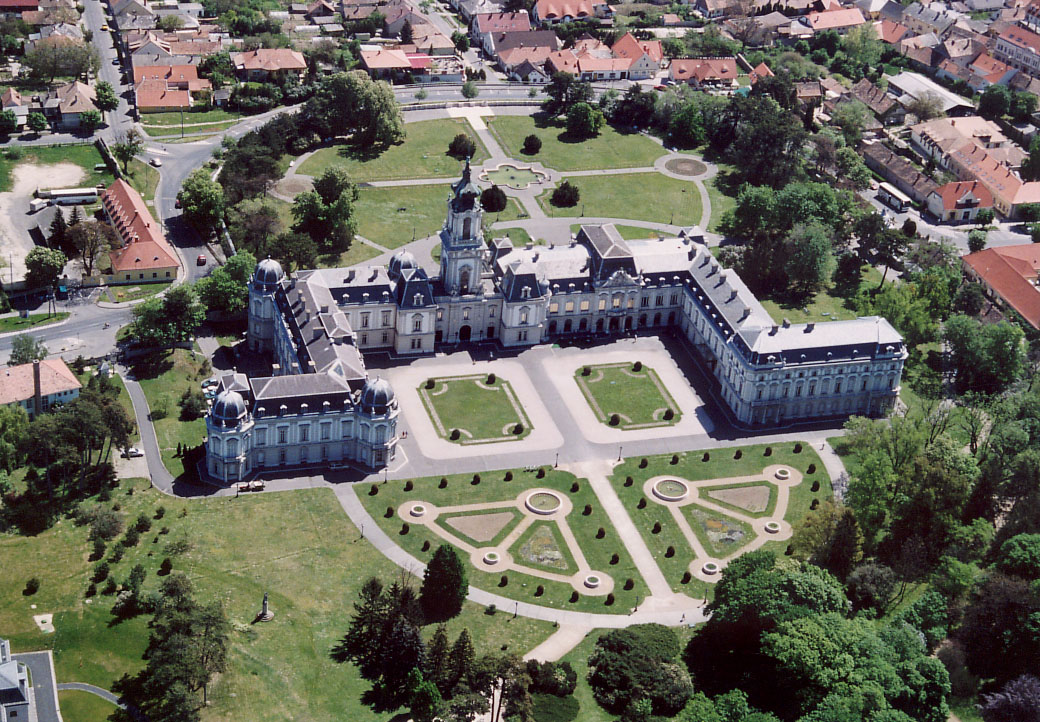
Luftbild vom Schloss Festetics in Keszthely

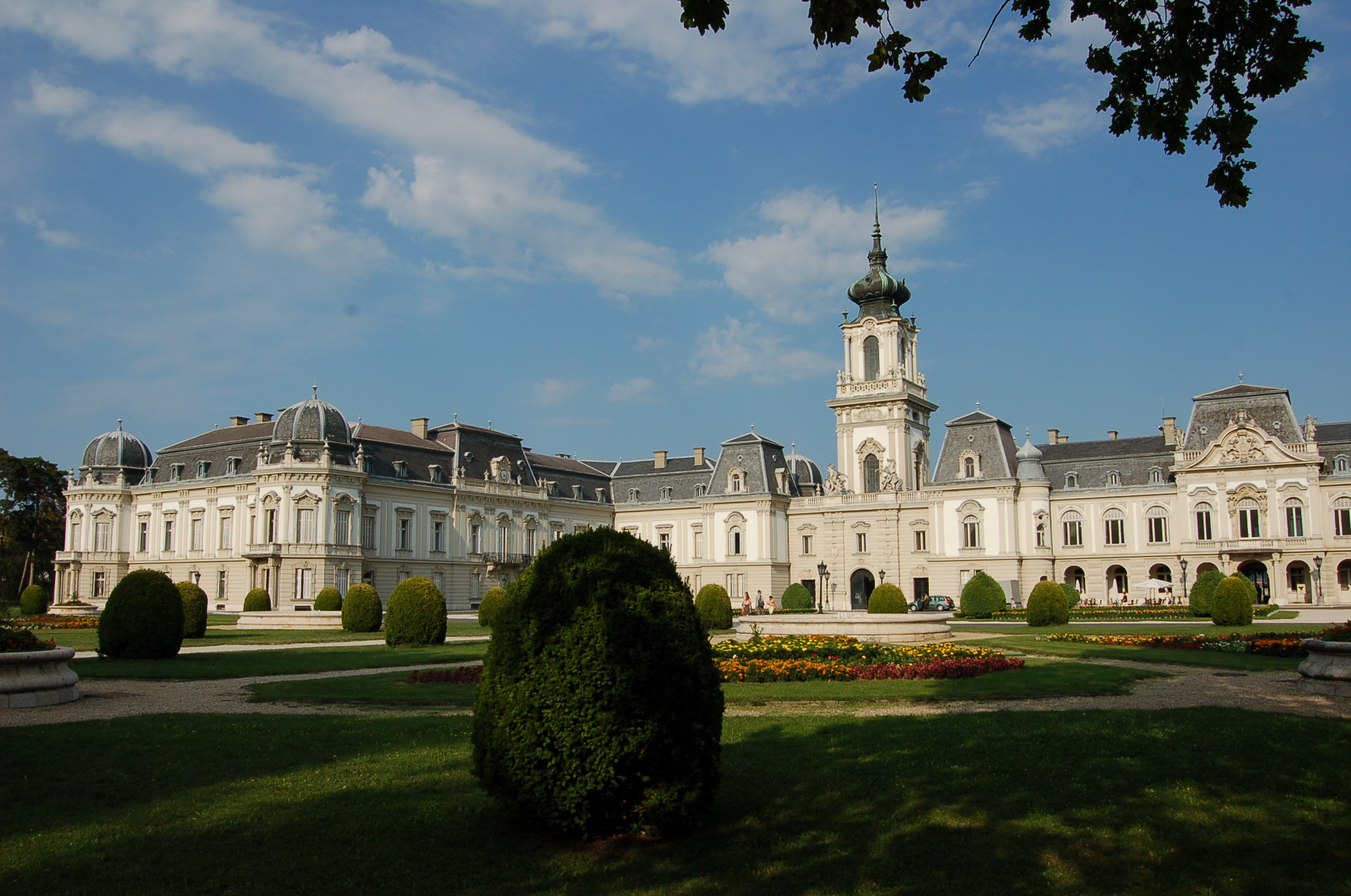
Ansicht von der Parkseite

Das Schloss Festetics ist ein Barockschloss in der Stadt Keszthely in Ungarn. Es dient heute als Museum und wird für Veranstaltungen genutzt. Das Schloss ist das drittgrößte und eines der meistbesuchten Schlösser in Ungarn.

## Baugeschichte
Im Jahr 1739 erwarb Kristóf Festetics (1696–1768) in Keszthely unweit des Plattensees ein Grundstück auf dem sich Fundamente einer alten Burgruine befanden. Die wohlhabende adelige Familie Festetics stammt aus Kroatien, der Großvater Pál (* ?; † 1640) begründete den ungarischen Familienzweig. 1745 begann Kristóf auf dem Grundstück mit dem Bau des Schlosses. Die Planung wurde im Zeitablauf mehrfach geändert. Ein erster Umbau, bei dem die Gebäudeflügel verlängert wurden, fand 1769–1770 unter seinem Sohn Graf Pál (1722–1782) statt. Einen weiteren Umbau veranlasste 1792 der Enkelsohn Graf György (1755–1819). Er hat den südlichen, Bibliothekflügel anbauen lassen.
Fürst Tasziló veranlasste zwischen 1883 und 1887 zusammen mit dem Wiener Architekten Viktor Rumpelmayer einen umfangreichen Umbau. Nach Vergrößerung des Wohnhofes wurde ein neuer Flügel gebaut und mit dem Turmmittelteil an das alte Gebäude angeschlossen. Das ganze Schloss erhielt ein Mansardendach und wurde mit einem Wassernetz und einer Zentralheizung ausgestattet. Bei diesen Baumaßnahmen erhielten das Gebäude sowie die Räume, die Treppenhäuser und die Fassaden weitgehend das heutige Aussehen.
Der das Schloss umgebende Park steht unter Naturschutz. Um das Gebäude ist der Park im französischen Barockstil und weiter Richtung Westen als Englischer Landschaftsgarten gestaltet. Gepflegter Rasen, alter Baumbestand, bunte Blumenbeete und Wasserflächen bestimmen das Bild. Am Rande des Parks befinden sich Nebengebäude, wie z. B. der ehemalige Marstall mit einer Kutschenausstellung.

## Bibliothek
Die einzigartige vom Erbauer des Schlosses Kristóf Festetics begründete Sammlung alter Druckerzeugnisse hat die Familie Festetics im Verlauf von mehr als 200 Jahren durch Bücher und andere Werke bedeutender europäischen Druckereien stets erweitert. Kristófs Enkel György ließ den Bibliotheksflügel des Schlosses bauen und die Inneneinrichtung aus Eichenholz anfertigen.
Der Bestand der Präsenzbibliothek umfasst heute einschließlich Sondersammlungen über 90.000 Dokumente, darunter zahlreiche Raritäten. Der Lesesaal ist von Montag bis Freitag 8–16 Uhr geöffnet.

## Familie Festetics
Der ungarische Zweig der gräflichen und später fürstlichen Familie Festetics hat sich viele Verdienste erworben – sowohl in der Region als auch innerhalb der k.u.k Monarchie. In Keszthely gründete Kristóf ein Krankenhaus und eine Apotheke. Pál errichtete die erste Schule. György (1755–1819) gründete unter dem Namen Georgikon eine landwirtschaftliche Hochschule. Die erste in Europa, sie besteht noch heute. Die Familienmitglieder waren Mäzen und Förderer von Kultur und übernahmen im Zeitablauf mehrere hohe politische Ämter. So war Fürst Tassilo (1850–1933) kaiserlicher und königlicher Hofrat, Geheimrat und Oberhofmeister. 1911 erhielt er von Kaiser Franz Joseph den Herzogstitel.
Fürst György (1882–1941) und seine Familie waren die letzten Bewohner des Schlosses. Seine Frau Maria Haugwitz, eine polnische Gräfin, und der gemeinsame Sohn, Fürst György (1940–) haben das Schloss 1944 verlassen.

## Heutiger Zustand
Anders als die Umgebung wurde das Schloss im Zweiten Weltkrieg nicht beschädigt. Auch wurde die wertvolle Bibliothek nicht geplündert. 1974 wurde das Gebäude zu einem Museum umgewandelt. Mit Hilfe von EU Mitteln ist die Anlage derzeit in einem guten Zustand. Mehr als 200.000 Besucher pro Jahr werden gezählt.

## Galerie

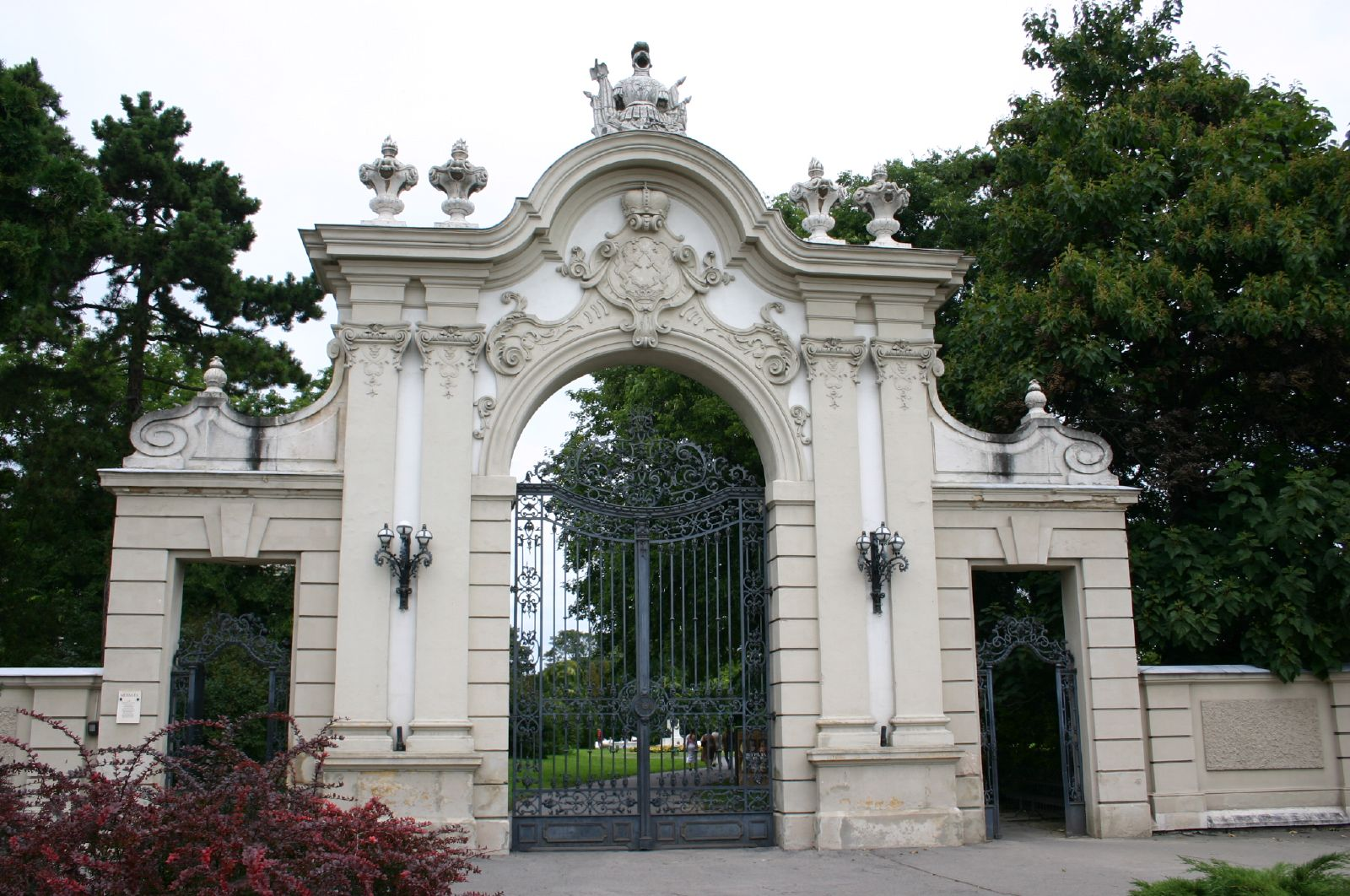
Barockes Gartentor
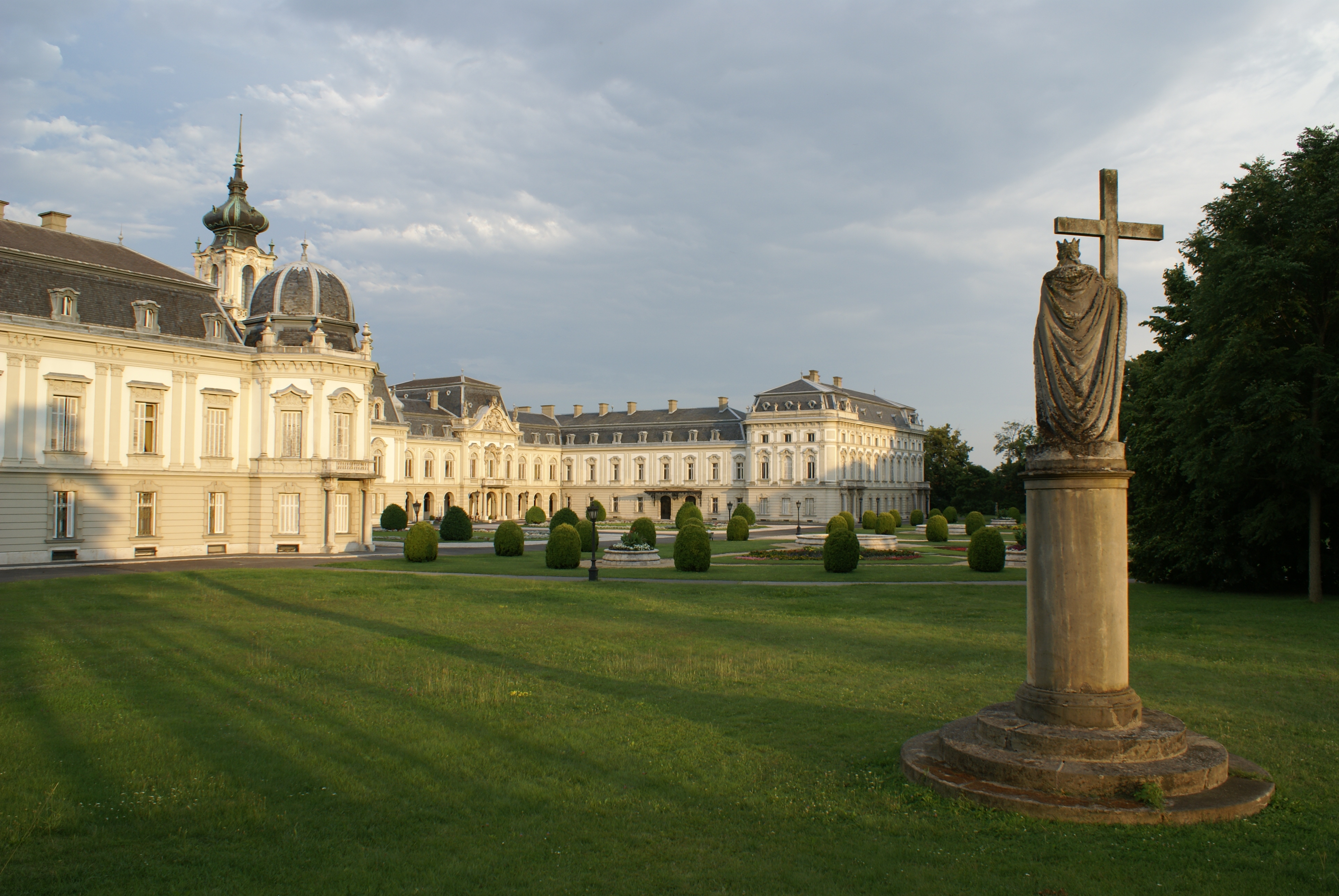
Parkanlage
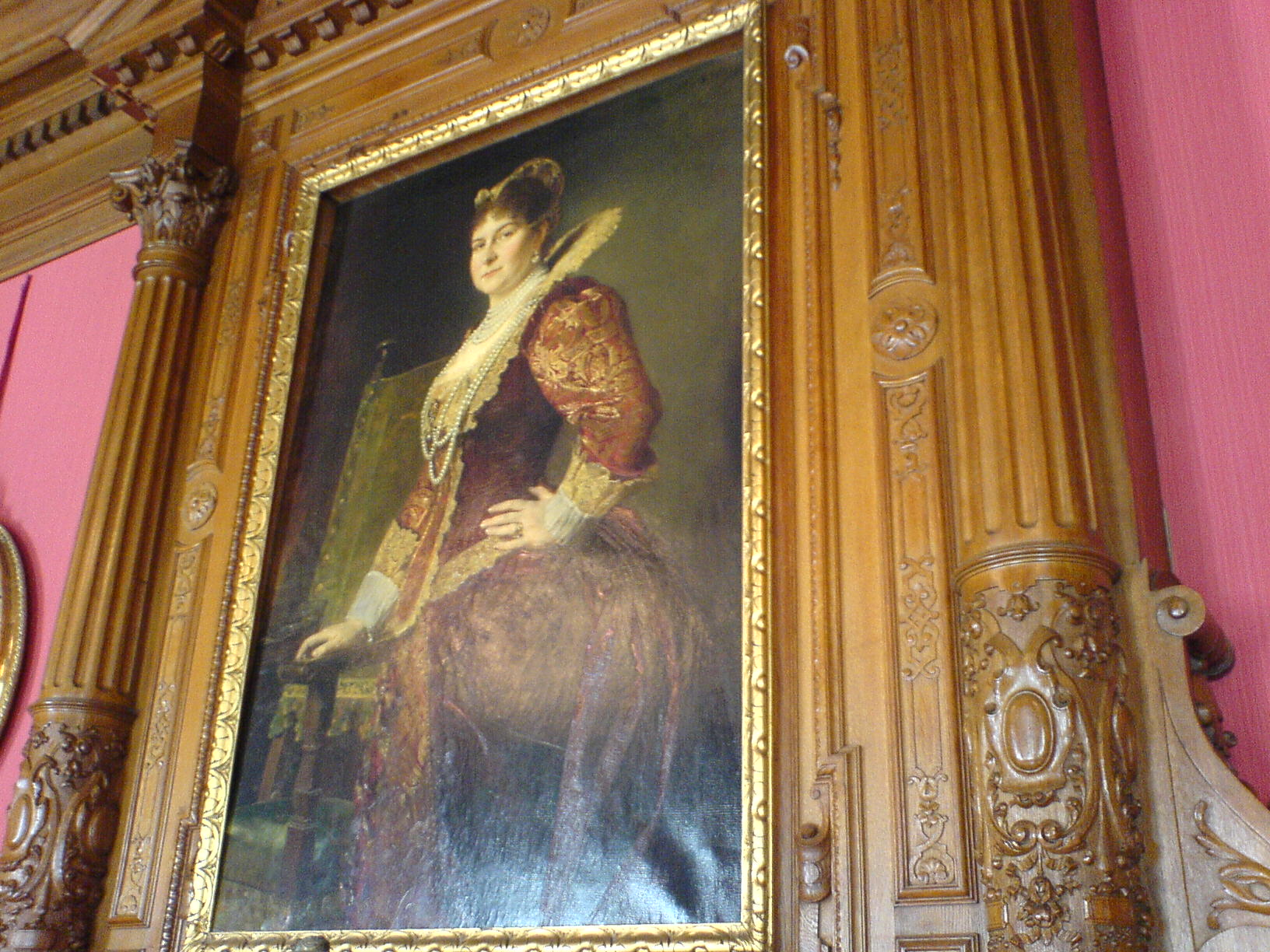
Gemälde
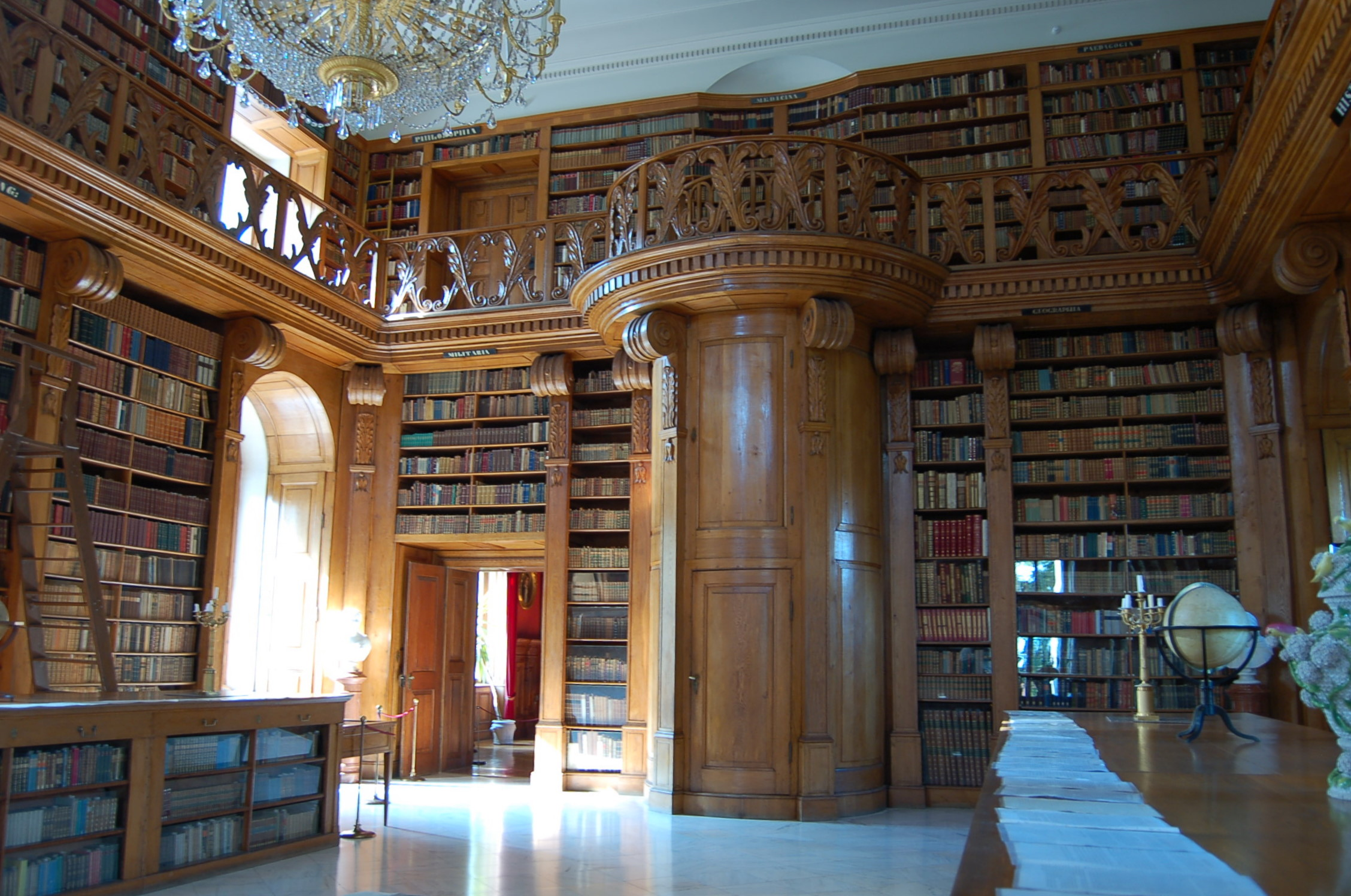
Bibliothek
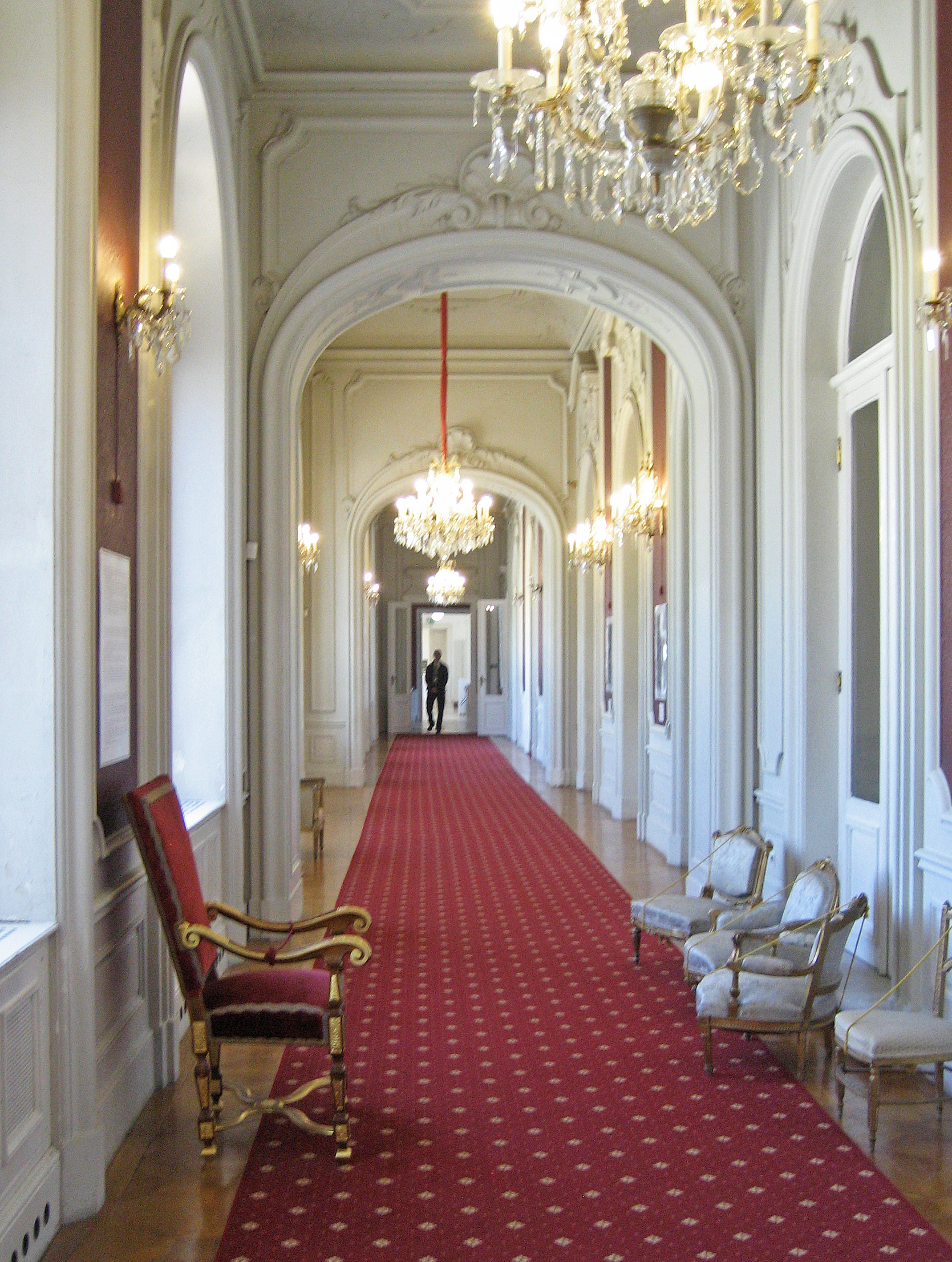
Flur im Schloss Festetics